# Строк, Оскар Давыдович
Оска́р Дави́дович Строк (латыш. Oskars Stroks, 6 [18] января 1893, Динабург, Витебская губерния, Российская империя — 22 июня 1975, Рига, Латвийская ССР, СССР) — латвийский и советский композитор и пианист, прозванный «рижским королём танго».

## Биография

### Семья и происхождение
Оскар Строк родился в Динабурге Витебской губернии (ныне Даугавпилс, Латвия) в музыкальной еврейской семье и был младшим из восьмерых детей. Отец композитора — Давид Маркович Строк (1840—1920) — был армейским музыкантом, затем руководил клезмерской капеллой в Динабурге / Двинске, играл на нескольких инструментах (флейта, кларнет, фортепиано). По разным данным, отец и мать будущего композитора (Хава Строк) были динабуржцами или поселились в Динабурге в конце 1860-х годов (мать переехала из латвийского города Екабпилса).
- Старший брат — Авсей Давидович Строк (1 января 1877 — 1 июля 1956) — видный импресарио на Дальнем Востоке, в том числе занимался организацией гастролей Фёдора Шаляпина, Сергея Прокофьева, Миши Эльмана, Ефрема Цимбалиста, Артура Рубинштейна, главным образом в странах Юго-Восточной Азии (Япония, Китай).
- Другой брат — Лев Давидович Строк (1888—1957, известный как англ. Leo Strockoff — Лео Строкофф) — американский скрипач, композитор и поэт-песенник.
- Племянник (сын сестры Строка Берты Давидовны Дубянской, 1870—1942) — Александр Маркович Дубянский (1900—1920) — пианист.
- Другой племянник (сын его сестры Лизы, 1871—?) — Евгений Антопольский (1901—?) — скрипач-вундеркинд, выпускник Парижской консерватории[3].
- Жена — Луиза Эдуардовна Строк (в девичестве Шуслер; 1891—1964)
  - Дочь — Вера Оскаровна, в замужестве Шишкина (1919—2012), была замужем за артистом оперетты Владимиром Шишкиным (1919—1986).
    - Внук — Юрий Владимирович Шишкин (род. 1944).

  - Сын — Евгений Оскарович Строк (1926—1989).
    - Внучка — Татьяна Евгеньевна Строк (род. 1956).

### Творческий путь
Учился в Санкт-Петербургской консерватории по классу фортепиано Николая Дубасова и работал как аккомпаниатор на эстраде и в кинематографе.
Основные годы жизни и творчества Строка прошли в Риге, где он долго выступал с регулярными концертами в известном ресторане-дансинг-кабаре «Альгамбра» (заведение принадлежало предпринимателю Георгу Берзиньшу), где и началось его творческое становление, а также в кафе-ресторане «Отто Шварц», известного по всей Латвии своими легендарными кондитерским изделиями. Периодически Строк жил также в Париже (1925), Берлине (с перерывами в 1929-33 гг., где сотрудничал с местными музыкантами и записывался на пластинки), Харбине и Токио (в 1935 г. гастролировал и приезжал в гости к брату Авсею), Алма-Ате (1941—1944), Москве (1944-45, а также наездами позже).
В 30-х годах 20 века Строк сочинил свои известные танго-шлягеры, которые мгновенно стали известны в мире — «Чёрные глаза», «Скажите, почему», «Лунная рапсодия» и др. Многие его песни исполнял Пётр Лещенко. Выступал аккомпаниатором исполнителей еврейской песни, в том числе семилетнего рижского певца Миши Александровича (впоследствии синагогального кантора и известного советского эстрадного исполнителя). Аккомпанировал на концертах многим звёздам эстрады, в частности, выдающейся певице Надежде Плевицкой. Также он автор песен на стихи поэтов на идише; мелодия его танго-шлягера «Голубые глаза» стала известной песней еврейских гетто времён Холокоста под названием «Виаhин зол их гейн».
Во время Второй мировой войны, находясь в составе фронтовых концертных бригад действующей армии, он создал множество патриотических песен (среди которых — «Мы победим», «Фронтовой шофёр»). В эти военные годы были у Оскара Строка и совместные гастроли с Клавдией Шульженко. Выступал как композитор, солист и аккомпаниатор, принял участие в конкурсе на создание государственного гимна СССР и в работе над музыкой к кинофильму «Котовский». В этом фильме Строк снялся в эпизодической роли аккомпаниатора в белогвардейском кабаке.
После войны лёгкая и танцевальная музыка западного образца оказывается под запретом. Оскара Строка — автора свыше трёхсот танго и других музыкальных произведений, исполняемых лучшими оркестрами многих стран мира, — в 1948 году исключают из Союза композиторов Латвии, посчитав его музыку безыдейной. В Советском Союзе новые пластинки с записями его песен и инструментальных композиций начинают выходить лишь в начале 1970-х гг.
22 июня 1975 года к Оскару Давыдовичу Строку приехала скорая. Он, как всегда, шутил, играл для врача на рояле, подписал на память пластинку. А через несколько минут умер…
Похоронили композитора на еврейском кладбище «Шмерли» в Риге, под музыку его танго «Спи, моё бедное сердце». На памятнике выгравирована мелодия (нотная запись) танго «Ах, эти чёрные глаза».

## Память
В 1995 году Раймонд Паулс посвятил Оскару Строку песню на стихи М. И. Танича — «Король сочиняет танго». Первой исполнительницей песни стала Лайма Вайкуле.
В 1997 году было провозглашено, а в 2003 году официально зарегистрировано в Германии Международное общество им. Оскара Строка и Эдди Рознера, занимающееся темой сохранения и популяризации наследия двух легендарных музыкантов. Под эгидой Общества в 2021 году был создан новый музыкальный коллектив — The Oskar Strock & Eddie Rosner Orchestra, выступающий на различных площадках, включая берлинский Konzerthaus на Жандармской площади.
В 2008 году Оскар Строк был символически (посмертно) восстановлен в Союзе композиторов Латвии. Это беспрецедентный факт в истории организации.
В 2012 году на мотивы мелодий Оскара Строка Рижский русский театр им. М. Чехова поставил спектакль «Танго между строк», посвящённый композитору (драматург Алексей Щербаков).
6 января 2013 года, к 120-летию Оскара Строка, в Риге (на здании по улице Тербатас, дом 50) была открыта памятная мемориальная доска на латышском и английском языках (автор Янис Струпулис) — в этом доме О. Строк проживал в 1945—1975 гг. В церемонии открытия участвовал композитор Раймонд Паулс.
В 2014 году вышел фильм латвийского режиссёра Илоны Брувере «Тапёр», посвящённый Оскару Строку.
В 2019 году в Риге вышла монография на латышском языке (Oskars Stroks Tango karaļa mantojums — Оскар Строк. Наследие короля танго), посвящённая биографии и творческому наследию Оскара Строка. Автор монографии — музыковед Янис Кудиньш (Jānis Kudiņš). В книге детально освещён жизненный путь и творческая деятельность Оскара Строка, также дана характеристика «легенде о короле танго» в контексте культуры в прошлом и в наши дни.

## Произведения
Существует легенда, что за всю свою творческую жизнь Строк написал более 300 танго. Эту легенду придумал сам Строк (настоящее число написанных им танго — 44). Общее число композиций Строка составляет около 350 произведений (инструментальные и вокально-инструментальные).
Также выдуманной легендой является утверждение, что Строк — автор «Мурки». Эта песня «криминальной тематики» появилась в Одессе в начале 20-х годов прошлого века, авторы её слов и музыки достоверно неизвестны. А Оскар Строк в середине 30-х в Риге создал свою версию или аранжировку музыки этой песни в жанре танго со словами об измене и несчастной любви. Первым исполнителем аранжировки «Мурки» Строка был известный рижский певец Константин Сокольский.
Танго
- «Чёрные глаза» (1928; слова Александра Перфильева)[7]
- «Былое увлечение» (слова Оскара Строка)[8]
- «Голубые глаза» (слова О. Строка)[9]
- «Звёздное счастье» (слова Анатолия Горохова)[10]
- «Когда весна опять придёт» (слова О. Строка)[11]
- «Лунная рапсодия» (слова Наума Лабковского)[12]
- «Моё последнее танго» (слова А. Перфильева)[13]
- «Мусенька» или «O mia cara» (слова О. Строка)[14]
- «Не вспоминай» (слова О.Строка)[15]
- «Не упрекай» (слова О. Строка)[16]
- «О, как мне сладко» (слова О. Строка)[17]
- «Ты всё грустишь о чёрных глазах» (Ответ на «Чёрные глаза») (слова О. Строка)
- «Скажите, почему?» (слова О. Строка)[18]
- «Спи, моё бедное сердце» (слова О. Строка и Е. Альтшулера)[19]
- «У моря» (слова Оскара Строка)
- «О Марианна»
- «В разлуке» (слова Григория Бейлина)

Фокстроты
- «Весна» (слова Оскара Строка)[20]
- «Катя» (слова О. Строка)[21]
- «Не покидай!» (слова Оскара Строка)[22]
- «Синяя рапсодия» («Голубая рапсодия») (слова О. Строка)[23]
- «Яша-коммивояжёр» (слова Оскара Строка)[24]

Прочие песни
- «Бэллочка» (слова Петра Лещенко)[25]
- «Воспоминание» (слова Оскара Строка)[26]
- «Голубое письмо» (слова Игоря Северянина)
- «Машенька» (слова Оскара Строка)[27]
- «Полли, я люблю тебя» (слова Оскара Строка)[28]
- «Цыганочка моя» (слова В. Берковича)